# Linamon
Linamon est une localité de la province de Lanao du Nord, aux Philippines. En 2015, elle compte 20 341 habitants.